# ハイラル区
ハイラル区（ハイラルく、モンゴル語: Хайлаар дүүрэг、ᠬᠠᠶᠢᠯᠠᠷ
ᠲᠣᠭᠣᠷᠢᠭ　転写：Qayilar toɣoriɣ）は、中華人民共和国内モンゴル自治区フルンボイル市に位置する市轄区。
大興安嶺西麓の低山丘陵とフルンボイル高原の間、東経119度42分～120度35分、北緯49度06分～32分、ハイラル河(zh)の346km上流に位置する。
ハイラル区はフルンボイル市の人民政府所在地で、フルンボイル市の政治、経済、文化、交通、通信の中心で、自然観光が発展中の都市である。モンゴル族が主で、漢族が多数住み、回、満、ダウール、エヴェンキ、オロチョン等26の民族が共存しており、北方民族特有な文化と風情を伝える。

## 歴史
ハイラルは清の雍正12年（1734年）に要塞として建設され、名前は市街の北にあるハイラル河から採られた。伝統的な旧市街に対し新市街は現代的な工業地区である。
中華民国時代は興安省の省都で、建設以来常にフルンボイルの政治・経済・文化の中心である。
終戦までは、日本陸軍の関東軍によって建設された海拉爾要塞があった。
1953年には自治区直轄市に昇格。2001年10月10日、フルンボイル盟を廃止し、フルンボイル市が成立、首邑であるハイラル市はハイラル区となった。

## 行政区画
7ジュール・ゴドムジ（街道）、2バルガス（鎮）を管轄
- 街道弁事処
  - 正陽街道
  - 健康街道
  - 靠山街道
  - 勝利街道
  - フルン・ジュール・ゴドムジ（呼倫街道）
  - 建設街道
  - 東山街道
- バルガス（鎮）
  - ハグ・バルガス（哈克鎮）
  - 奮闘鎮

## 交通

### 航空
- フルンボイル・ハイラル空港

### 鉄道
- 中国鉄路総公司
  - 浜洲線

（満洲里方面）- ハイラル駅 - ハイラル東駅 - 西哈駅 - 哈克駅 - 順河駅 - 扎羅木得駅 -（ハルビン方面）
  - 伊敏線

ハイラル東駅 - 継承駅 -（伊敏方面）

### 道路
- 高速道路
  - 綏満高速道路
- 国道
  - G301国道

## 観光
観光資源はフルンボイル大草原、ショウジマツの原始林、旧日本軍の海拉爾要塞などが主である。
それに加え、周辺の港湾・湖の観光があり、独特の地方経済・歴史文化・風情へ国内外からの観光客が集まる。
今の所、ハイラルの観光インフラと重点観光地の開発は加速しており、「九五（第九次五カ年計画、1996年-2000年）」期間にハイラルへは国内外から延べ179.38万人の観光客が訪れ、ロシア、モンゴル、日本、シンガポール、オーストラリア等や香港の旅行機構と共同関係を築いた。

## 姉妹都市
- チタ、ロシア 1992年
- ウンドゥルハーン、モンゴル 2018年[1]